# Rivière David (rivière Yamaska)
Pour les articles homonymes, voir David et Rivière David.
La rivière David est un tributaire de la rivière Yamaska. Elle coule vers le nord-est sur la Rive-Sud du fleuve Saint-Laurent, au Québec, Canada, dans les municipalités de :
- Saint-Eugène, de Saint-Edmond-de-Grantham, de Saint-Guillaume qui font partie de la municipalité régionale de comté (MRC) Drummond, dans la région administrative du Centre-du-Québec ;
- Saint-David dans la municipalité régionale de comté (MRC) Pierre-De Saurel, dans la région administrative de la Montérégie.

Outre les villages traversés par le cours de la rivière, la vocation économique de ce bassin versant est surtout agricole, et forestière pour certaines zones.

## Géographie
Comme pour les rivières du bassin inférieur de la rivière Yamaska, la bassin a des ramifications denses et artificialisées. Ils sont un indicateur de l'imperméabilité du sol, qui nécessite un drainage, étant donné qu'elle est située dans une zone où l'agriculture est pratiquée de façon intensive. La majorité de ses affluents sont des fossés agricoles redressés. 
La rivière a une longueur de 33 km et un bassin versant de 323 km2. Sa pente moyenne est de 1,8 m/km, soit quasi nulle,. Le bassin comprend environ 619 km linéaires de cours d'eau.
Le débit moyen est de 5,7 m3/s, bien qu'il peut descendre aussi bas que 1,1 m3/s en période d'étiage,.
Les principaux bassins versants voisins de la rivière David sont:
- Côté nord: rivière Saint-François;
- Côté est: rivière Saint-François, rivière Saint-Germain;
- Côté sud: rivière Noire;
- Côté ouest: rivière Yamaska.

La rivière David prend sa source de ruisseaux agricoles drainant le territoire de la municipalité de Saint-Eugène. Cette zone de tête est située entre le village de Saint-Eugène et celui de Saint-Germain-de-Grantham, au nord de l'autoroute 20 et à l'ouest de Drummondville. Le cours de la rivière descend sur 53,5 km avec une dénivellation de 69 m selon les segments suivants:
Cours supérieur de la rivière (segment de 26,2 km)
À partir de l'autoroute 20, la rivière David coule sur:
- 7,9 km vers le nord en zone agricole, jusqu'à une route de campagne;
- 3,5 km (ou 2,0 km en ligne droite) vers le nord-est en serpentinant en zone forestière jusqu'au pont situé au centre du village de Saint-Edmond-de-Grantham;
- 6,2 km (ou 3,1 km en ligne droite) vers le nord en serpentant jusqu'au ruisseau Labbé;
- 8,6 km (ou 4,0 km en ligne droite) vers l'ouest en serpentant en zone agricole jusqu'à la route 224 laquelle relie les villages de Saint-Guillaume et Saint-Bonaventure.

Cours inférieur de la rivière (segment de 27,3 km)
À partir de la route 224, la rivière David coule sur:
- 7,5 km (ou 3,4 km en ligne directe) vers l'ouest jusqu'à la route du 2e rang;
- 6,1 km (ou 3,3 km en ligne directe) en serpentant jusqu'au ruisseau Rousseau (venant du nord-est);
- 3,1 km (ou 1,6 km en ligne directe) en serpentant jusqu'au ruisseau Sainte-Cardine (venant de l'ouest);
- 4,0 km (ou 2,3 km en ligne directe) en serpentant jusqu'au pont du village de Saint-David-d'Yamaska;
- 6,6 km (ou 3,4 km en ligne directe) en serpentant jusqu'à son embouchure.

La rivière David se déverse sur la rive est de la rivière Yamaska à 3,5 km en amont du pont Camille-Parenteau situé à Yamaska et à 6,3 km en aval du village de Massueville.

## Toponymie
Jadis, ce cours d'eau était désigné « Rivière Saint-David ».
Le toponyme « Rivière David » est connu depuis au moins 1690 pour désigner ce cours d'eau. Le cartographe Joseph Bouchette, indique ce toponyme sur la carte du Bas-Canada, 1815. Le "Dictionnaire des rivières et lacs de la province de Québec (1914)" indique aussi ce toponyme.
Ce toponyme évoque l'œuvre de vie de Jacques David (Trois-Rivières, 1657 – Boucherville, 1708) ; ce dernier exerçait comme trappeur de castors dans cette zone,,.
Le toponyme « Rivière David » a été officiellement inscrit le 5 décembre 1968 à la Commission de toponymie du Québec.